# PGM-11 Redstone
Redstone è la denominazione del primo missile balistico statunitense a medio raggio, basato fondamentalmente sulla tecnologia del razzo di costruzione tedesca del tipo A4 (V2). Lo sviluppo di questo tipo di missile venne principalmente eseguito presso il Redstone Arsenal di Huntsville in Alabama con la stretta collaborazione di tecnici tedeschi diretti da Walter Dornberger e Wernher von Braun, portati dagli statunitensi negli USA dopo la fine della II guerra mondiale.

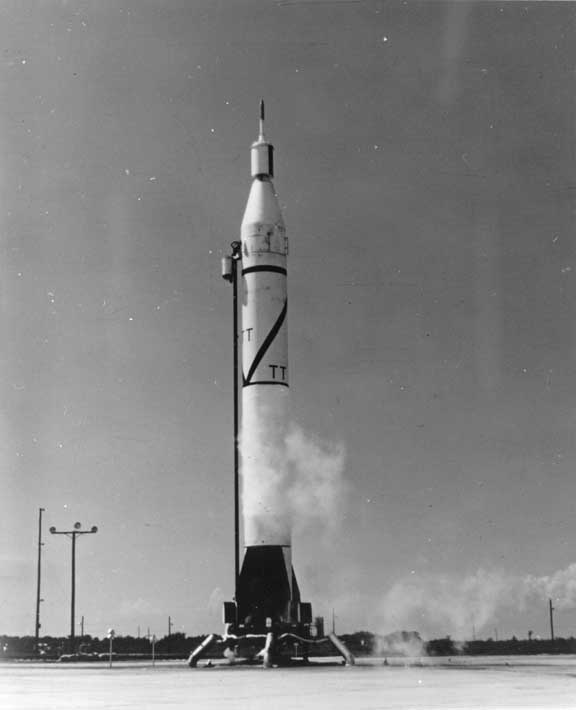
Razzo Juno-1 vicino alla caratteristica rampa di lancio ad 'A' mobile

Il missile era in grado di trasportare una bomba o un congegno esplosivo nucleare di circa 3.000 kg (corrispondente ad una forza esplosiva di 3750 kT) ad una distanza massima di 1100 km. Questi missili vennero posizionati in Germania e in Turchia (da dove furono ritirati dopo la crisi di Cuba). Il primo lancio del missile venne eseguito il 20 agosto 1953. Fino al suo ultimo lancio, eseguito il 30 novembre 1965, vennero eseguiti un totale di 56 lanci di cui 28 non riuscirono.
A causa della tecnologia relativamente ben testata del missile, entro un breve arco di tempo dallo shock dello Sputnik i tecnici americani furono in grado di costruire un razzo vettore in grado di portare diversi satelliti artificiali in orbita intorno alla Terra. Dal Redstone derivarono i razzi vettori utilizzati per il lancio del primo satellite artificiale statunitense Explorer 1 e per il primo volo suborbitale di capsule spaziali nell'ambito del programma Mercury.

## Varianti
- La variante Redstone per test di rientro in atmosfera di missili intercontinentali venne denominata Jupiter-C. Era composta dal razzo Redstone assemblato con due ulteriori stadi (derivati dal razzo MGM-29 Sergeant) alimentati da combustibile solido e montati in cima al razzo Redstone. Tra il 1956 ed il 1957 vennero lanciati tre di questi razzi.
- La variante Redstone per il lancio del primo satellite artificiale americano in orbita intorno alla Terra venne denominata Juno I. Era composta dal razzo Redstone assemblato con tre ulteriori stadi alimentati da combustibile solido, montati in cima al razzo Redstone. Nel 1958 vennero lanciati sei di questi razzi di cui non riuscirono tre lanci.
- Il razzo vettore Redstone Mercury era dotato solamente di uno stadio di propulsione; fu usato durante il programma Mercury per il lancio in volo suborbitale delle prime due capsule con equipaggio umano.
- Inoltre esisté pure la Redstone Sparta, conosciuta come anche come Sparta. Venne utilizzata nel 1966 per pochi voli di collaudo suborbitali lanciati da Woomera e per il lancio del primo satellite artificiale australiano in orbita intorno alla Terra: il Wresat.